# Greg Gilbert
Gregory Scott "Greg" Gilbert, född 22 januari 1962, är en kanadensisk ishockeytränare och före detta professionell ishockeyforward.
Han tillbringade 15 säsonger i den nordamerikanska ishockeyligan National Hockey League (NHL), där han spelade för New York Islanders, Chicago Blackhawks, New York Rangers och St. Louis Blues. Han producerade 378 poäng (150 mål och 228 assists) samt drog på sig 576 utvisningsminuter på 837 grundspelsmatcher. Gilbert spelade också för Springfield Indians i American Hockey League (AHL); Indianapolis Checkers i Central Hockey League (CHL) samt Toronto Marlboros i Ontario Major Junior Hockey League (OMJHL)/Ontario Hockey League (OHL).
Gilbert draftades av New York Islanders i fjärde rundan i 1980 års draft som 80:e spelaren totalt. Han vann Stanley Cup med Islanders för säsongerna 1981–1982 och 1982–1983 samt med New York Rangers för säsongen 1993–1994. Den enda spelaren som har vunnit Stanley Cup med de båda.
Efter den aktiva spelarkarriären har han varit tränare för Worcester Icecats, Calgary Flames, Mississauga Icedogs, Kanada herrjuniorlandslag (2006), Toronto Marlies, Adirondack Phantoms och Saginaw Spirit. Sedan 2020 är Gilbert tränare för Saint John Sea Dogs.

## Statistik

### Spelare
| 1978–1979        | Mississauga Reps      | GTHL             | 34  | 31  | 20  | 51  | —   | —   | —  | —  | —  | —   |
|                  | Dixie Beehives        | OHA-B            | 2   | 0   | 0   | 0   | 0   | —   | —  | —  | —  | —   |
| 1979–1980        | Toronto Marlboros     | OMJHL            | 68  | 10  | 11  | 21  | 35  | 4   | 0  | 0  | 0  | 0   |
| 1980–1981        | Toronto Marlboros     | OHL              | 64  | 30  | 37  | 67  | 73  | 5   | 2  | 6  | 8  | 16  |
| 1981–1982        | New York Islanders    | NHL              | 1   | 1   | 0   | 1   | 0   | 4   | 1  | 1  | 2  | 2   |
|                  | Toronto Marlboros     | OHL              | 65  | 41  | 67  | 108 | 119 | 10  | 4  | 12 | 16 | 23  |
| 1982–1983        | New York Islanders    | NHL              | 45  | 8   | 11  | 19  | 30  | 10  | 1  | 0  | 1  | 14  |
|                  | Indianapolis Checkers | CHL              | 24  | 11  | 16  | 27  | 23  | —   | —  | —  | —  | —   |
| 1983–1984        | New York Islanders    | NHL              | 79  | 31  | 35  | 66  | 59  | 21  | 5  | 7  | 12 | 39  |
| 1984–1985        | New York Islanders    | NHL              | 58  | 13  | 25  | 38  | 36  | —   | —  | —  | —  | —   |
| 1985–1986        | New York Islanders    | NHL              | 60  | 6   | 19  | 28  | 82  | 2   | 0  | 0  | 0  | 9   |
|                  | Springfield Indians   | AHL              | 2   | 0   | 0   | 0   | 2   | —   | —  | —  | —  | —   |
| 1986–1987        | New York Islanders    | NHL              | 51  | 6   | 7   | 13  | 26  | 10  | 2  | 2  | 4  | 6   |
| 1987–1988        | New York Islanders    | NHL              | 76  | 17  | 28  | 45  | 46  | 4   | 0  | 0  | 0  | 6   |
| 1988–1989        | New York Islanders    | NHL              | 55  | 8   | 13  | 21  | 45  | —   | —  | —  | —  | —   |
|                  | Chicago Blackhawks    | NHL              | 4   | 0   | 0   | 0   | 0   | 15  | 1  | 5  | 6  | 20  |
| 1989–1990        | Chicago Blackhawks    | NHL              | 70  | 12  | 25  | 37  | 54  | 19  | 5  | 8  | 13 | 34  |
| 1990–1991        | Chicago Blackhawks    | NHL              | 72  | 10  | 15  | 25  | 58  | 5   | 0  | 1  | 1  | 2   |
| 1991–1992        | Chicago Blackhawks    | NHL              | 50  | 7   | 5   | 12  | 35  | 10  | 1  | 3  | 4  | 16  |
| 1992–1993        | Chicago Blackhawks    | NHL              | 77  | 13  | 19  | 32  | 57  | 3   | 0  | 0  | 0  | 0   |
| 1993–1994        | New York Rangers      | NHL              | 76  | 4   | 11  | 15  | 29  | 23  | 1  | 3  | 4  | 8   |
| 1994–1995        | St. Louis Blues       | NHL              | 46  | 11  | 14  | 25  | 11  | 7   | 0  | 3  | 3  | 6   |
| 1995–1996        | St. Louis Blues       | NHL              | 17  | 0   | 1   | 1   | 8   | —   | —  | —  | —  | —   |
| NHL totalt       | NHL totalt            | NHL totalt       | 837 | 147 | 228 | 378 | 576 | 133 | 17 | 33 | 50 | 162 |
| OMJHL/OHL totalt | OMJHL/OHL totalt      | OMJHL/OHL totalt | 197 | 81  | 115 | 196 | 227 | 19  | 6  | 18 | 24 | 39  |

### Tränare
| Lag            | Säsong    | Grundserie | Grundserie | Grundserie | Grundserie | Grundserie        | Grundserie | Grundserie      | Slutspel          |  |
| Lag            | Säsong    | Matcher    | Vinster    | Förluster  | Oavgjorda  | Övertidsförluster | Poäng      | Slutplacering   | Resultat          |  |
| -------------- | --------- | ---------- | ---------- | ---------- | ---------- | ----------------- | ---------- | --------------- | ----------------- |  |
| Calgary Flames | 2000–2001 | 14         | 4          | 8          | 2          | 0                 | 10         | 4:e i Northwest | Missade slutspel. |  |
| Calgary Flames | 2001–2002 | 82         | 32         | 35         | 12         | 3                 | 79         | 4:e i Northwest | Missade slutspel. |  |
| Calgary Flames | 2002–2003 | 25         | 6          | 13         | 3          | 3                 | 18         | 5:e i Northwest | Sparken.          |  |
| Totalt         | Totalt    | 121        | 42         | 56         | 17         | 6                 | 107        |                 |                   |  |